# José Arechavaleta
José Arechavaleta y Balparda (Ortuella, 27 de septiembre de 1838-Montevideo, 16 de junio de 1912) fue un naturalista, farmacéutico, entomólogo, geólogo, botánico y profesor español, radicado desde muy joven en Montevideo.

## Biografía
Nace en Urioste, (Ortuella, España), emigrando a Uruguay a los 17 años donde continuó con sus estudios. En 1862 se graduó de farmacéutico y fue profesor de Botánica, Zoología e Historia Natural médica en la Universidad de la República entre 1874 y 1905. Fue director del Laboratorio Municipal de Montevideo y en 1892 fue nombrado director del Museo Nacional de Historia Natural de Uruguay, cargo que ocupó hasta su muerte. En agosto de 1884 se creó la cátedra de Química Médica de Montevideo. También fue profesor de botánica y bacteriólogo de la Dirección de Salubridad Pública, fundador del Laboratorio de Bacteriología del Instituto universitario de Higiene Experimental bajo la dirección del microbiólogo contratado en Roma José Sanarelli, primero en su género en América Latina, abriendo un cauce avanzado para la investigación científica. También fundó la Sociedad de Ciencias Naturales.

## Obra
Autor de obras de carácter científico sobre fauna y flora nacionales, microbiología, higiene, pedagogía, etc. entre las que se destacan:
- Gramíneas Uruguayas
- Flora uruguaya

## Honores

### Eponimia
Género
- Arechavaletaia Speg.[4] se nombró en su honor. Actualmente se considera un sinónimo del género Azara Ruiz & Pav. (además estaba en la familia Flacourtiaceae y hoy en día, está en la Salicaceae).

Especies
- (Arecaceae) Cocos arechavaletana Barb.Rodr.[5]

- (Malvaceae) Pavonia arechavaletana Krapov. & Fryxell[6]
- La abreviatura «Arechav.» se emplea para indicar a José Arechavaleta como autoridad en la descripción y clasificación científica de los vegetales.[7]

## Fuente
- Robert Zander, Fritz Encke, Günther Buchheim, Siegmund Seybold (eds.) 1984. Handwörterbuch der Pflanzennamen (Diccionario de bolsillo de nombres de plantas). 13.ª ed. Ulmer Verlag, Stuttgart 1984, ISBN 3-8001-5042-5